# الدوري الجنوبي لكرة القدم 2015–16
الدوري الجنوبي لكرة القدم 2015–16 (بالإنجليزية: 2015–16 Southern Football League)‏ هو موسم من الدوري الجنوبي الممتاز، الذي يعد أعلى دوري كرة قدم في جمهورية أيرلندا، كان عدد الأندية المشاركة فيه 68، وفاز فيه Merthyr Town F.C. ‏.